# Nadia Battocletti

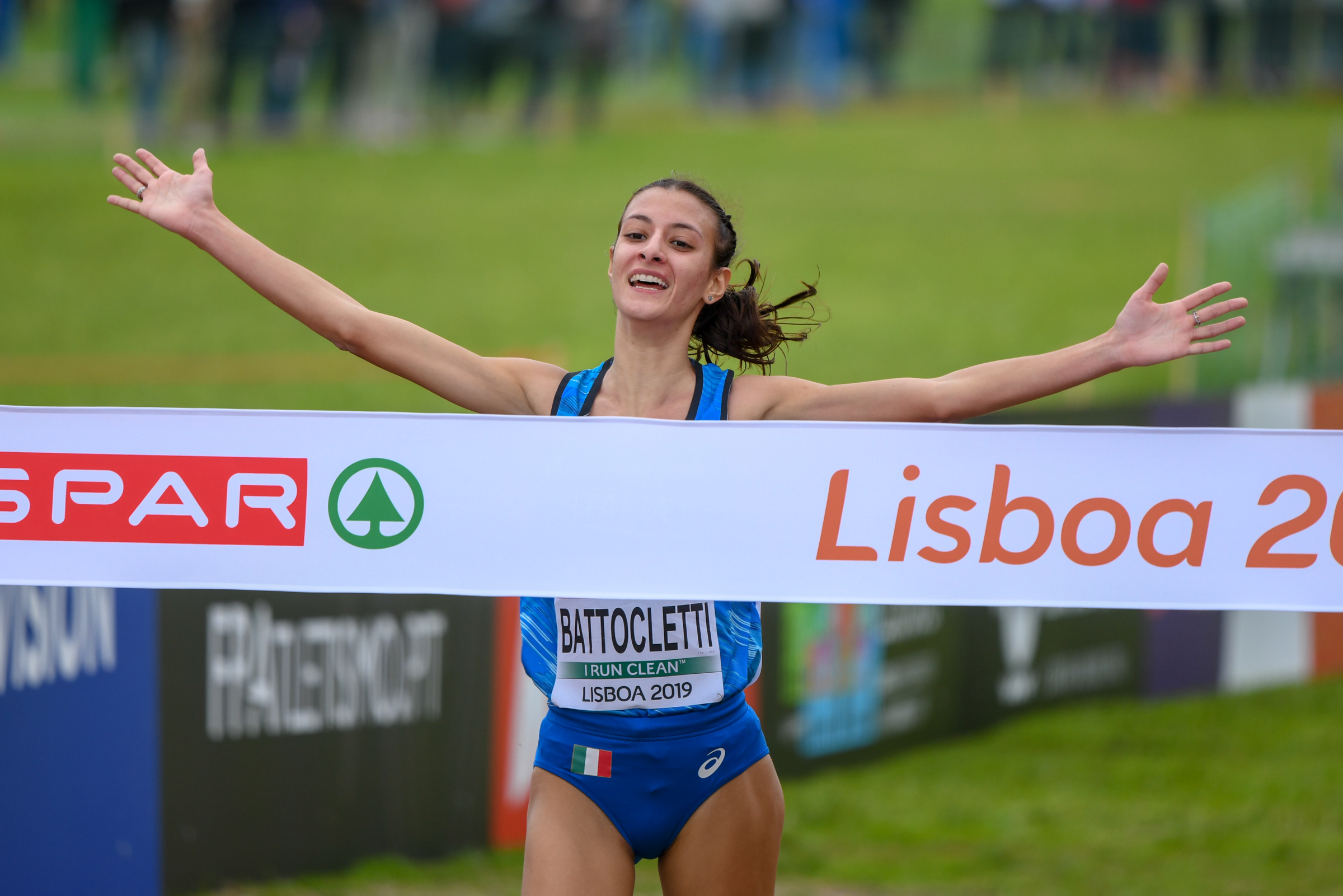
Battocletti en 2019.

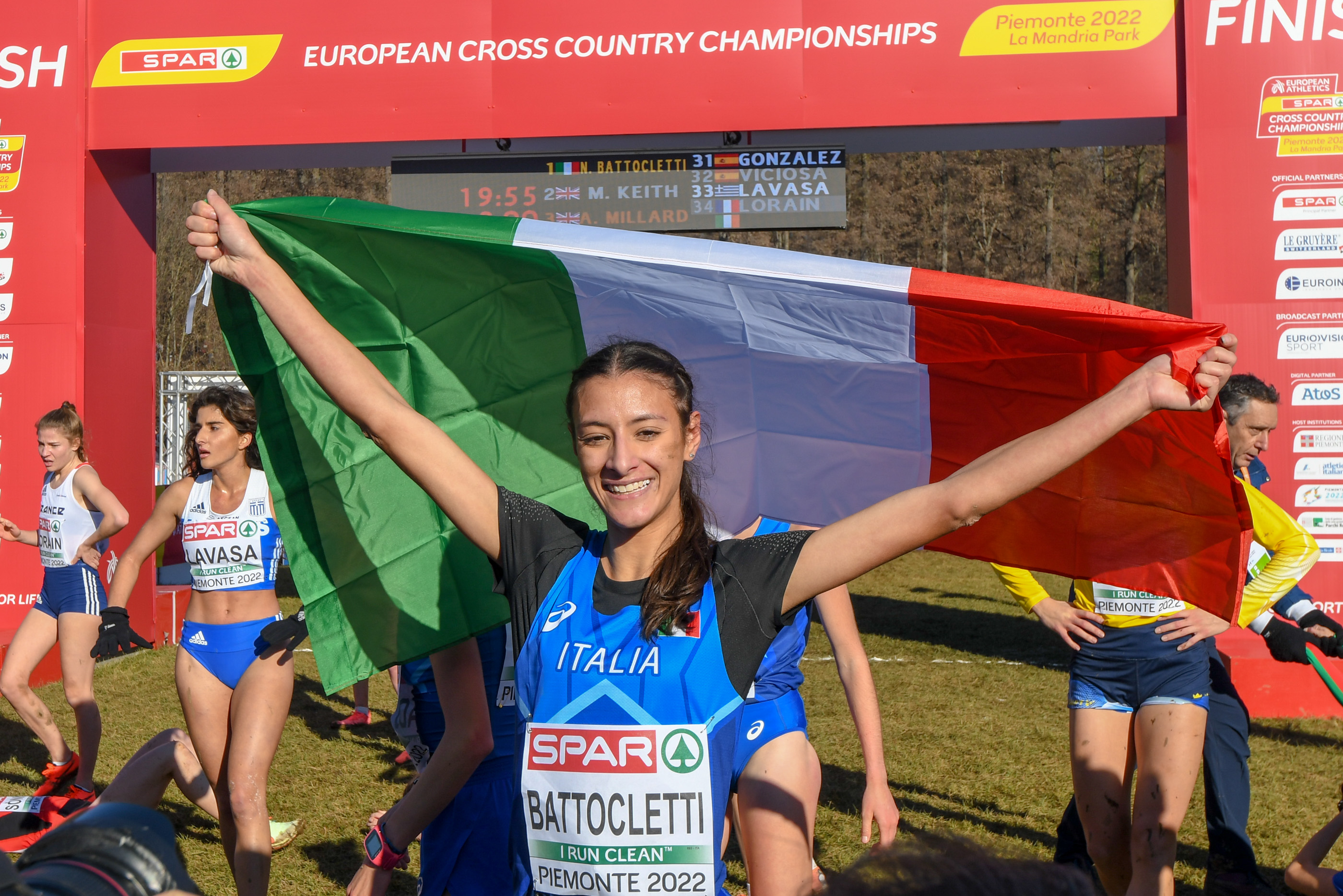
Battocletti en 2022.

Nadia Battocletti, née le 12 avril 2000 à Cles, est une athlète italienne, spécialiste des courses de fond et du cross-country.

## Biographie
Nadia Battocletti née le 12 avril 2000 à Cles, en Italie, d'un père italien et d'une mère marocaine. 
Elle pratique l'athlétisme, et est entraînée par Giuliano Battocletti.
En juillet 2017, elle se classe troisième du 3 000 mètres lors des Championnats d'Europe juniors d'athlétisme à Grosseto, en Italie. Le 10 décembre 2017, Nadia Battocletti se classe 5e des Championnats d'Europe juniors de cross-country à Šamorín, en Slovaquie.
Le 9 décembre 2018, elle remporte le titre européen junior de cross-country en 2018 à Tilbourg, aux Pays-Bas.
Le 30 mars 2019, elle termine 23e mais première athlète européenne lors des Championnats du monde de cross-country 2019 en catégorie juniors femmes à Aarhus, au Danemark. Le 8 décembre, elle remporte à nouveau le titre européen junior de cross-country à Lisbonne, au Portugal.
Elle devient championne d'Europe de cross-country espoirs en 2021 et 2022.
Elle se classe deuxième du Championnats d'Europe de cross-country 2023 pour sa première participation en catégorie seniors.
Le 7 juin 2024, elle remporte le 5 000 mètres des Championnats d'Europe devant son public à Rome. En remportant l'épreuve en 14 min 35 s, elle améliore son record personnel qui est également le record d'Italie, et par la même occasion le record des Championnats d'Europe d'athlétisme.
Le 5 août 2024, elle se classe quatrième lors de l'épreuve du 5 000 mètres féminin mais, à la suite de la disqualification de Faith Kipyegon arrivée deuxième, Nadia Battocletti prend la troisième place du classement jusqu'à ce que Faith Kipyegon soit réintégrée à sa place après avoir fait appel de la décision de disqualification. Nadia Battocletti n'aura été médaillée de bronze que virtuellement à ces  5 000 mètres. Elle y bat par ailleurs son record personnel qui est toujours le record d'Italie.
le 9 août 2024, elle remporte sa première médaille olympique lors de l'épreuve du 10 000 mètres féminin en se classant à la seconde place. Elle bat son record personnel lors de cette épreuve. Le 8 décembre, elle devient championne d'europe de cross-country à Antalya.
Le 13 avril 2025, elle participe aux Championnats d'Europe de course à pied remportant la médaille d'or au 10 km et par équipes féminine sur la même distance.

## Palmarès
| Année | Compétition                                    | Lieu      | Résultat | Épreuve       | Temps              |
| ----- | ---------------------------------------------- | --------- | -------- | ------------- | ------------------ |
| 2017  | Championnats d'Europe juniors                  | Grosseto  | 3e       | 3 000 mètres  | 9 min 24 s 01 (PB) |
| 2017  | Championnats d'Europe juniors de cross-country | Šamorín   | 5e       | Individuel    | 14 min 7 s         |
| 2018  | Championnats d'Europe juniors de cross-country | Tilbourg  | 1re      | Individuel    | 13 min 46 s        |
| 2019  | Championnats d'Europe juniors de cross-country | Lisbonne  | 1re      | Individuel    | 13 min 58 s        |
| 2021  | Jeux olympiques                                | Tokyo     | 7e       | 5 000 m       | 14 min 46 s 29     |
| 2021  | Championnats d'Europe espoirs de cross-country | Dublin    | 1re      | Individuel    | 20 min 32 s        |
| 2022  | Championnats d'Europe                          | Munich    | 7e       | 5 000 m       | 15 min 10 s 90     |
| 2022  | Championnats d'Europe espoirs de cross-country | Turin     | 1re      | Individuel    | 19 min 55 s        |
| 2023  | Championnats d'Europe en salle                 | Istanbul  | 4e       | 3 000 m       | 8 min 44 s 96      |
| 2023  | Jeux européens                                 | Chorzów   | 2e       | 5 000 m       | 15 min 25 s 09     |
| 2023  | Championnats du monde                          | Budapest  | 16e      | 5 000 m       | 15 min 27 s 86     |
| 2023  | Championnats d'Europe de cross-country         | Bruxelles | 2e       | Individuel    | 34 min 25 s        |
| 2023  | Championnats du monde de course sur route      | Riga      | 5e       | 5 km          | 14 min 45 s        |
| 2024  | Championnats d'Europe                          | Rome      | 1re      | 5 000 m       | 14 min 35 s 29     |
| 2024  | Championnats d'Europe                          | Rome      | 1re      | 10 000 m      | 30 min 51 s 32     |
| 2024  | Jeux olympiques d'été                          | Paris     | 4e       | 5 000 m       | 14 min 31 s 64     |
| 2024  | Jeux olympiques d'été                          | Paris     | 2e       | 10 000 m      | 30 min 43 s 35     |
| 2024  | Championnats d'Europe de cross-country         | Antalya   | 1re      | Individuel    | 25 min 43 s        |
| 2025  | Championnats d'Europe de course sur route      | Bruxelles | 1er      | 10 kilomètres | 31 min 10 s        |

## Records
| Épreuve         | Performance         | Date         | Lieu     |
| --------------- | ------------------- | ------------ | -------- |
| 800 m           | 2 min 10 s 53       | 12 mai 2018  | Ferrare  |
| 1 500 m         | 4 min 9 s 38        | 27 juin 2021 | Rovereto |
| 3 000 m         | 8 min 26 s 76 (NR)  | 25 mai 2025  | Rabat    |
| 3 000 m steeple | 10 min 18 s 44      | 27 août 2019 | Rovereto |
| 5 000 m         | 14 min 31 s 64 (NR) | 5 août 2024  | Paris    |
| 10 000 m        | 30 min 43 s 35 (NR) | 9 août 2024  | Paris    |